# История государства Российского
«История государства Российского» (рус. дореф. Исторія государства Россійскаго) — многотомное сочинение Н. М. Карамзина, описывающее российскую историю, начиная с древнейших времён до правления Ивана Грозного и Смутного времени. Благодаря своим высоким литературным достоинствам в сочетании с научным педантизмом эта книга оказалась чрезвычайно востребованной широкой образованной публикой и, как следствие, способствовала становлению национального самосознания.
Карамзин писал свою «Историю…» до конца жизни, но не успел её закончить. Текст рукописи XII тома обрывается на главе «Междоцарствие 1611—1612». В то же время автор воплотил свой замысел почти полностью, поскольку намеревался довести изложение до начала правления дома Романовых в 1613 году.

## Работа над «Историей»
Один из самых популярных писателей своего времени, прозванный «русским Стерном», задумал создать произведение, которое должно было открыть национальную историю для русского общества, которое прошлое Древнего Рима и Франции представляло гораздо лучше, чем собственное. Его начинание поддержал сам император Александр I, указом от 31 октября 1803 года даровавший ему официальное звание российского историографа. И Карамзин в 1804 году удалился от общества в усадьбу Остафьево, где всецело посвятил себя написанию произведения.
Первое издание «Истории Государства Российского» (8 томов) Николая Михайловича Карамзина (1766—1826), которое финансировал сам Александр I, печаталось одновременно в нескольких типографиях в течение 1816—1817 годов. В продажу все 8 томов поступили одновременно, 1 февраля 1818 года. Огромный для того времени трёхтысячный тираж разошёлся быстрее, чем за месяц, и потребовалось второе издание, которое было осуществлено в 1818—1819 годах И. В. Слёниным. В 1821 году был издан новый, девятый том, а в 1824 году следующие два.
За время работы в тиши архивов в мировоззрении Карамзина произошёл капитальный сдвиг в сторону консерватизма:

Сохраняя культ добродетели и чувства, он проникся патриотизмом и культом государства. Он пришёл к выводу, что дабы быть успешно действующим, государство должно быть сильным, монархическим и самодержавным. Новые его взгляды выразились в записке «О древней и новой России», поданной в 1811 г. сестре Александра.— Д. Мирский
Автор не успел закончить двенадцатый том своего труда, который увидел свет спустя почти три года после его смерти. По черновикам Карамзина двенадцатый том подготовили К. С. Сербинович и Д. Н. Блудов. В начале 1829 года Блудов издал этот последний том. Позднее в этом же году вышло второе издание всего двенадцатитомника.

## Содержание
Исторические факты автор собирал из древних летописей, многие из которых были им введены в научный оборот впервые. К примеру, именно Карамзиным была найдена и названа Ипатьевская летопись. Многочисленные детали и подробности, чтобы не загромождать ими связный текст рассказа, Карамзин вынёс в особый том примечаний. Именно эти примечания имели наибольшее научное значение. Попытка реконструкции Троицкой летописи, уничтоженной московским пожаром 1812 года, в значительной мере основывается на примечаниях Карамзина.
В предисловии к своей книге Карамзин описывает важность истории вообще, её роль в жизни людей. Он говорит, что история России не менее захватывающая, важная и интересная, чем мировая. Далее приводит список источников, которые помогли ему воссоздать картину исторических событий.
В плане структуры и слога одним из чтимых образцов автор называет «Историю упадка и крушения Римской империи» Гиббона. Подобно тому, как Гиббон на примере всех описываемых событий иллюстрирует тезис о том, что упадок нравов неминуемо ведёт к краху государственности, Карамзин через весь труд проводит сокровенную мысль о благодетельности для России сильной самодержавной власти.
В первом томе Карамзин подробно описывает народы, обитавшие на территории современной России, в том числе истоки славян, их конфликт с варягами, отношение греков к племенам, населяющим территорию будущей Руси. Затем рассказывает о происхождении первых князей Руси, их правлении в русле норманской теории. В последующих томах автор подробно описывает все важные события российской истории вплоть до 1612 года.
В своем труде он выступал больше как писатель, чем историк, — описывая исторические факты, он заботился о создании нового благородного языка для ведения исторического повествования. Например, описывая первые века Руси, Карамзин говорил:

Великие народы, подобно великим мужам, имеют своё младенчество и не должны его стыдиться: отечество наше, слабое, разделенное на малые области до 862 года, по летосчислению Нестора, обязано величием своим счастливому введению Монархической власти.

В традиции классицизма автор нередко завершает повествование о том или ином историческом эпизоде моралистической сентенцией или эмоциональным отступлением. Карамзин одним из первых русских писателей начал использовать букву «ё», однако в знаменитой «Истории» он обошёлся стандартным написанием через «е». Слог «Истории» Д. С. Мирский описывает как «компромисс с литературными консерваторами, которые за то, что он написал „Историю“, простили Карамзину все прежние грехи»:

Монотонно закругленные ритмические каденции создают ощущение непрерывности, но не сложности истории. Современники любили этот стиль. Кое-кому из немногих критиков не нравились его высокопарность и сентиментальность, но в целом вся эпоха была им очарована и признала его величайшим достижением русской прозы.— Д. Мирский

## Значение

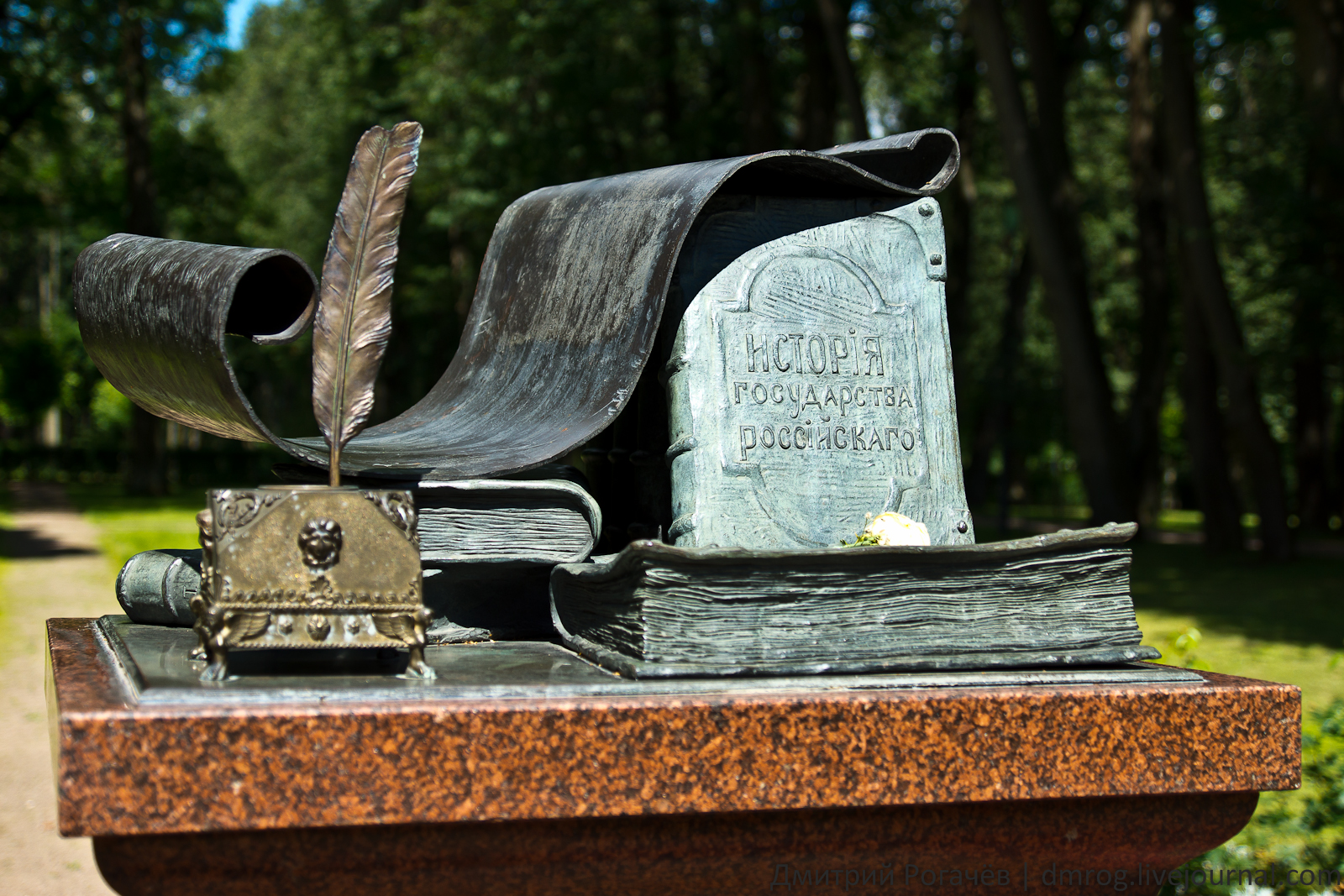
Памятник в подмосковной усадьбе Остафьево

Публикация первых томов «Истории» произвела ошеломляющее действие на современников. Пушкинское поколение читало его сочинение взахлёб, открывая для себя неведомые страницы прошлого. Запомнившиеся им сюжеты писатели и поэты развивали в художественные произведения. Например, Пушкин почерпнул в «Истории» материал для своей трагедии «Борис Годунов», которую и посвятил памяти историографа. Пушкин писал: «История Государства Российского есть не только произведение великого писателя, но и подвиг честного человека». Позднее Герцен оценил значение труда жизни Карамзина следующим образом:

Великое творение Карамзина, памятник, воздвигнутый им для потомства,— это двенадцать томов русской истории. Его история, над которой он добросовестно работал полжизни… весьма содействовала обращению умов к изучению отечества.
Возражения вызывали этатистская картина мира и вера автора в действенность самодержавия. Либерально настроенные современники сетовали, что в своём великом произведении Карамзин следил за развитием верховной власти, постепенно принявшей формы современного ему самодержавия, и пренебрёг историей самого русского народа. Известна пушкинская эпиграмма на Карамзина:
В его «Истории» изящность, простота

Доказывают нам без всякого пристрастья

Необходимость самовластья

И прелести кнута.
Журналист Н. А. Полевой взялся за написание «Истории русского народа», не имевшей успеха. Именно нарисованная Карамзиным картина русской истории надолго стала канонической.
В советское время «История государства Российского» была сочтена реакционной и практически не издавалась. Первые перестроечные издания, в сокращениях и на журнальных страницах (например, в журнале «Москва», 1988—1989), вызвали неподдельный интерес советских читателей.

## Телеверсия
Телеканал «ТВ Центр» выпустил многосерийный фильм с одноимённым названием. Каждая серия идёт примерно 4 минуты. Текст истории в нём во многом построен на основе сочинения Н. М. Карамзина, но есть и отличия. Текст читал Юрий Шевчук.